# Ligne de Cavaillon à Saint-Maime - Dauphin
La ligne de Cavaillon à Saint-Maime - Dauphin est une ancienne ligne de chemin de fer française, à écartement standard et à voie unique non électrifiée. Elle reliait Cavaillon (Vaucluse), sur la ligne d'Avignon à Miramas, à Saint-Maime - Dauphin (Alpes-de-Haute-Provence), où elle rejoignait la ligne de Forcalquier à Volx. Volx était une gare de la ligne de Lyon à Marseille via Grenoble.
Elle constituait la ligne 922 000 du réseau ferré national.

## Historique

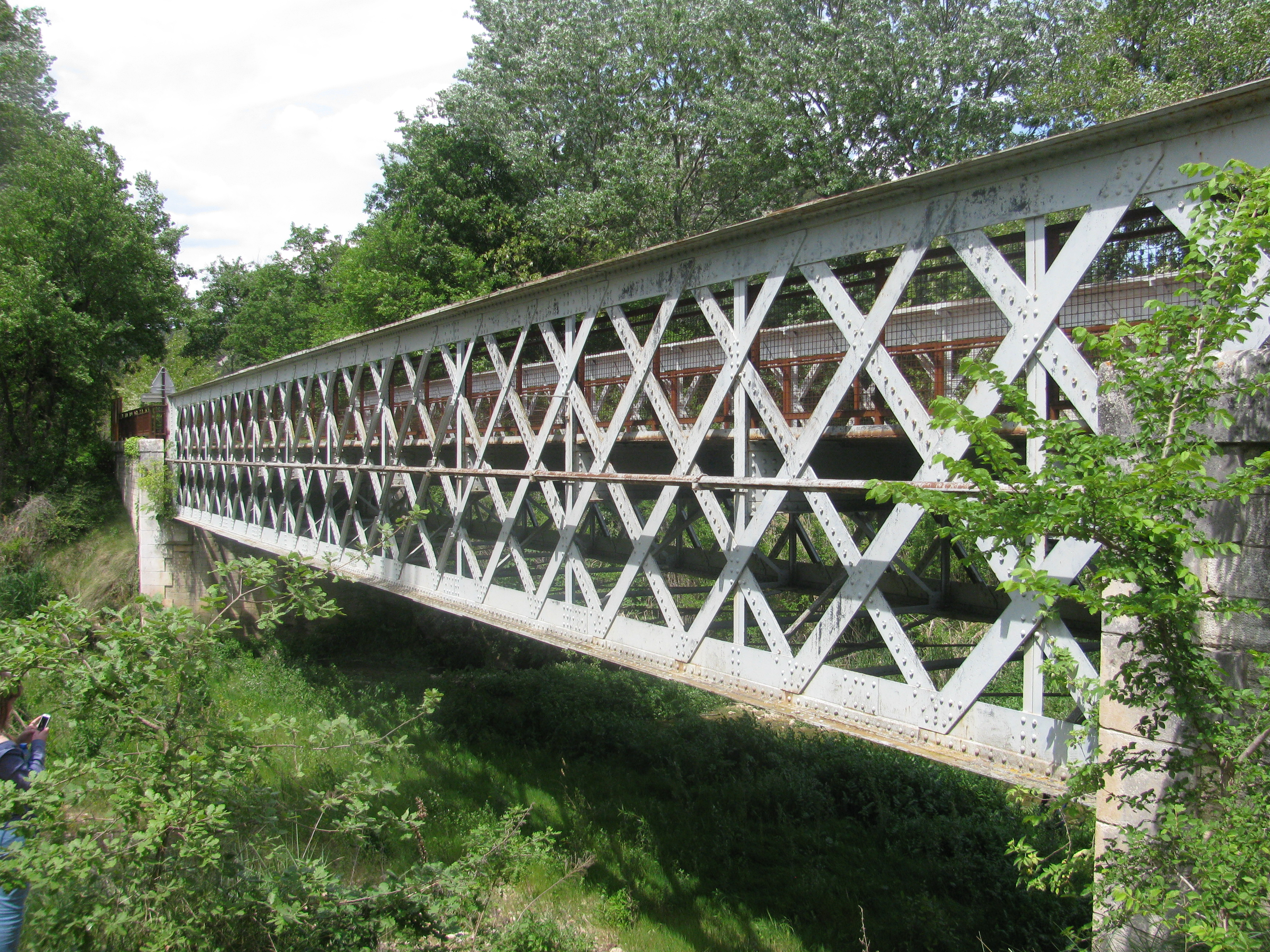
Ancien pont de chemin de fer reliant Apt à Cavaillon.

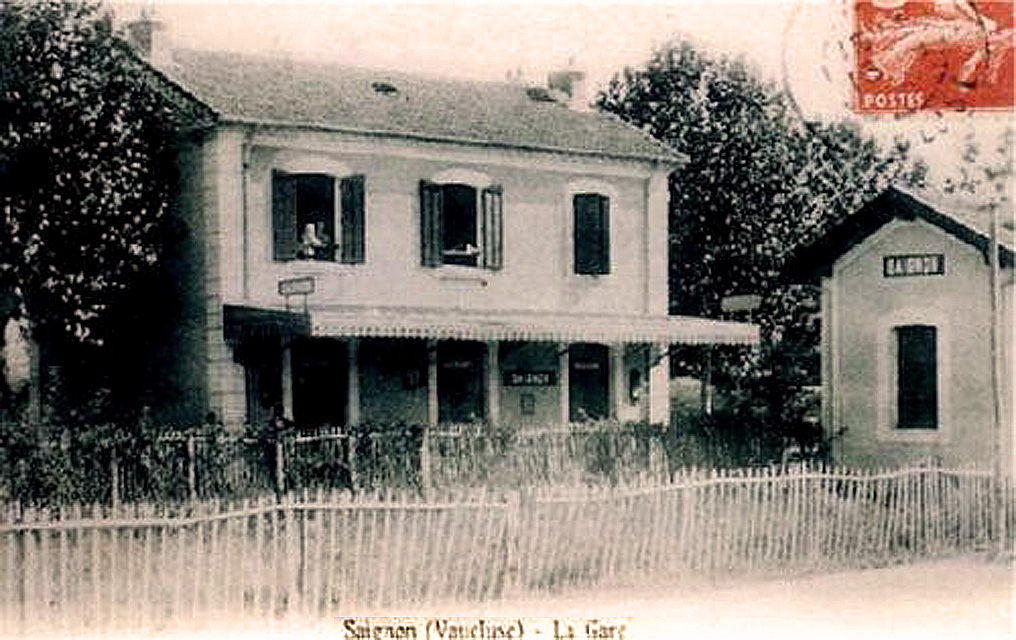
Gare de Saignon au début du XXe siècle.

Le 1er mai 1863, une convention est signée entre le ministre secrétaire d'État au département de l'Agriculture, du Commerce et des Travaux publics et la Compagnie des chemins de fer de Paris à Lyon et à la Méditerranée. Elle prévoit la concession à titre éventuel d'une ligne d'embranchement d'Apt à la ligne d'Avignon à Gap qui passe par Cheval-Blanc et Pertuis en suivant la vallée de la Durance. Cette convention est approuvée par un décret impérial le 11 juin 1863. Cette ligne est déclarée d'utilité publique par décret impérial le 3 août 1867, qui fixe le point d'embranchement à Cavaillon.
Créée en 1857, la compagnie des chemins de fer de Paris à Lyon et à la Méditerranée (PLM) ouvre en 1877 cet embranchement à voie unique de Cavaillon à Apt, sous-préfecture du Vaucluse.  
Un prolongement vers la vallée de la Durance est envisagé, mais ce projet est tout d'abord rejeté par le conseil supérieur des Ponts et Chaussées. Il est repris par le plan Freycinet, qui prévoit de relier au réseau toutes les sous-préfectures. Or Forcalquier, sous-préfecture des Basses-Alpes, n'est pas desservie. La loi du 17 juillet 1879 inscrit la réalisation d'une ligne de Volx à Apt, avec embranchement vers Forcalquier. La loi n°10.273 du 13 janvier 1881 déclare d'utilité publique la construction d'une ligne allant d'Apt à la ligne de Forcalquier à Volx.

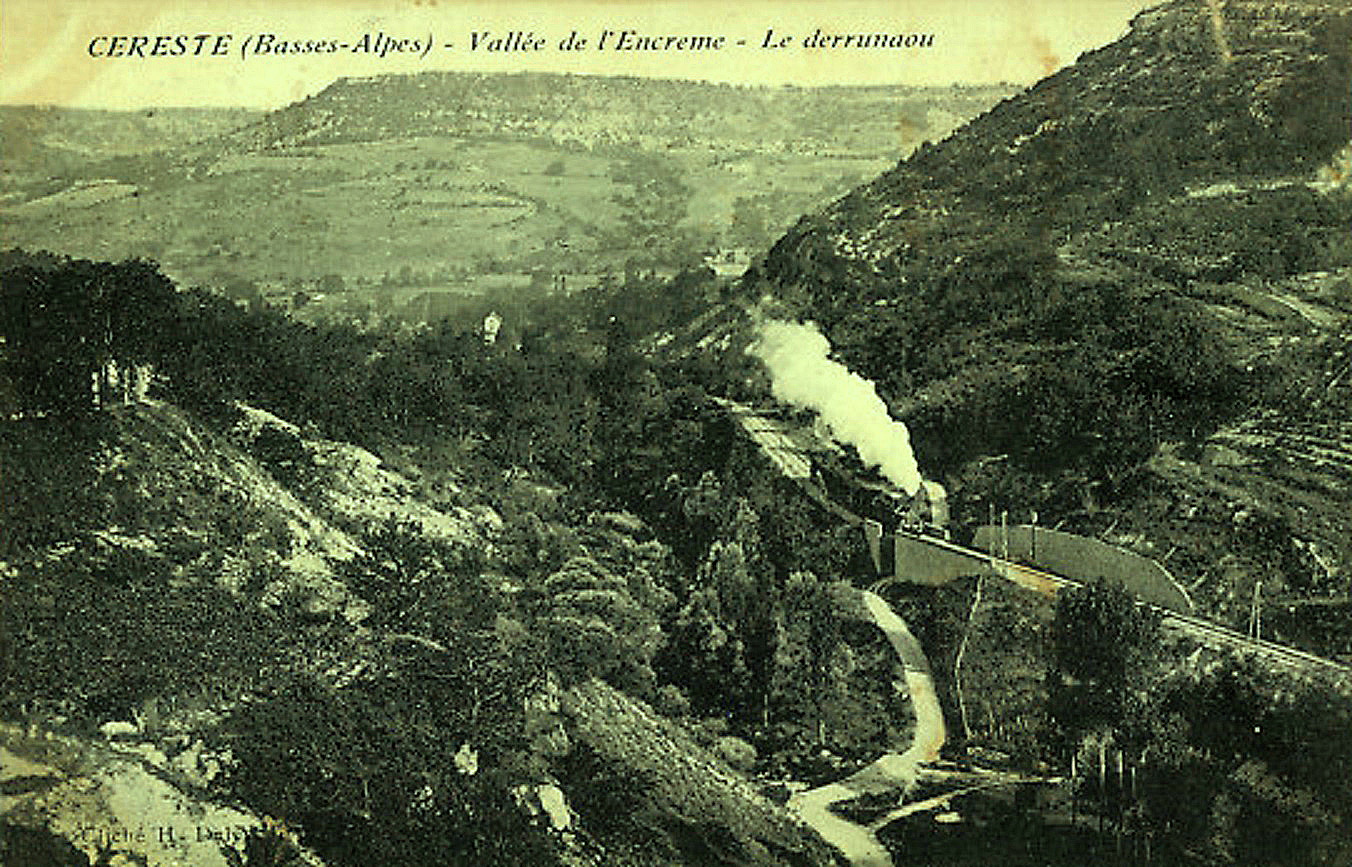
Vallée de l'Encrême, le à l'approche de Céreste

La section entre Apt et Saint-Maime - Dauphin est concédée à titre définitif à la compagnie du PLM par une convention signée entre le ministre des Travaux publics et la compagnie le 26 mai 1883. Cette convention est approuvée par une loi le 20 novembre suivant. La ligne et l'embranchement, tous deux à voie unique, sont mis en service le 25 octobre 1890. 
La ligne comporte quinze ouvrages d'art dans son trajet en Vaucluse, et dix-sept dans les Basses-Alpes.
L'ensemble est fermé au trafic voyageurs le 2 octobre 1938. La section de Cavaillon à Apt est "coordonnée", le reste de la ligne est progressivement déclassé et déposé.
Le 21 avril 1979, un train spécial a circulé entre Apt et Cavaillon, à l’initiative du Comité d’étude pour la réouverture aux voyageurs de la ligne ferroviaire Carpentras – Avignon (CERLF).
La ligne est retranchée du réseau et déclassée en plusieurs étapes :
- de Saignon à Biabaux - Saint-Michel (garage) par une loi le 30 novembre 1941[9],[10].
- de Biabaux - Saint-Michel (garage) à Saint-Maime (PK 65,842 à 70,340) le 24 mai 1960[11].
- d'Apt à Saignon (PK 32,400 à 37,353) le 7 décembre 1965[12].
- section à Apt (PK 31,970 à 32,400) le 18 février 1976[13].
- section à Apt (PK 31,700 à 31,970) le 3 décembre 1986[1].
- de Cavaillon à Apt (PK 2,339 à 31,700) par décret le 20 septembre 1991, en raison d'aménagements routiers - pose d'un collecteur d'eaux usées[14].

## Superstructure

### Gares
La liste complète se trouve dans le schéma de ligne en bas de l'infobox.

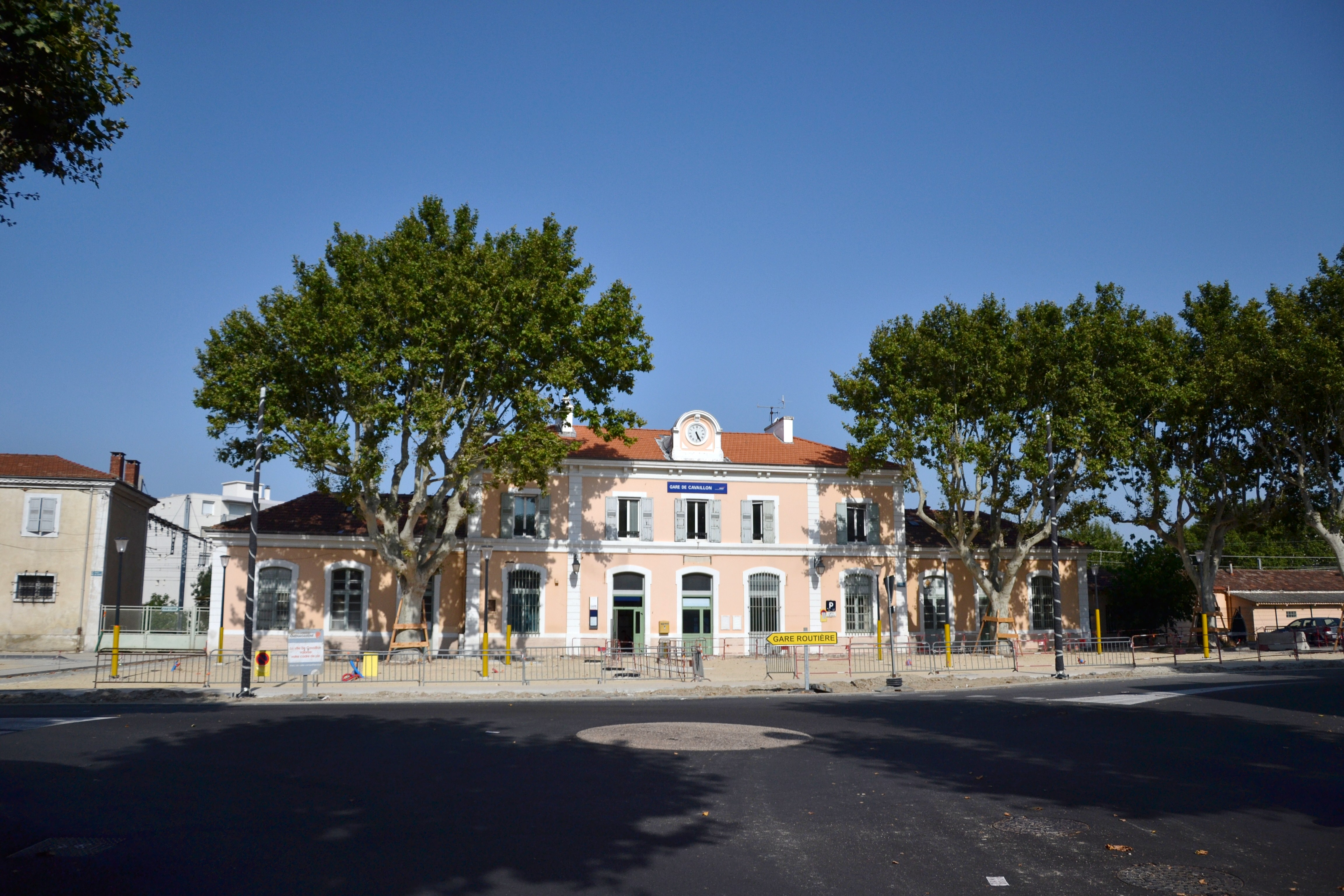
Gare de Cavaillon.
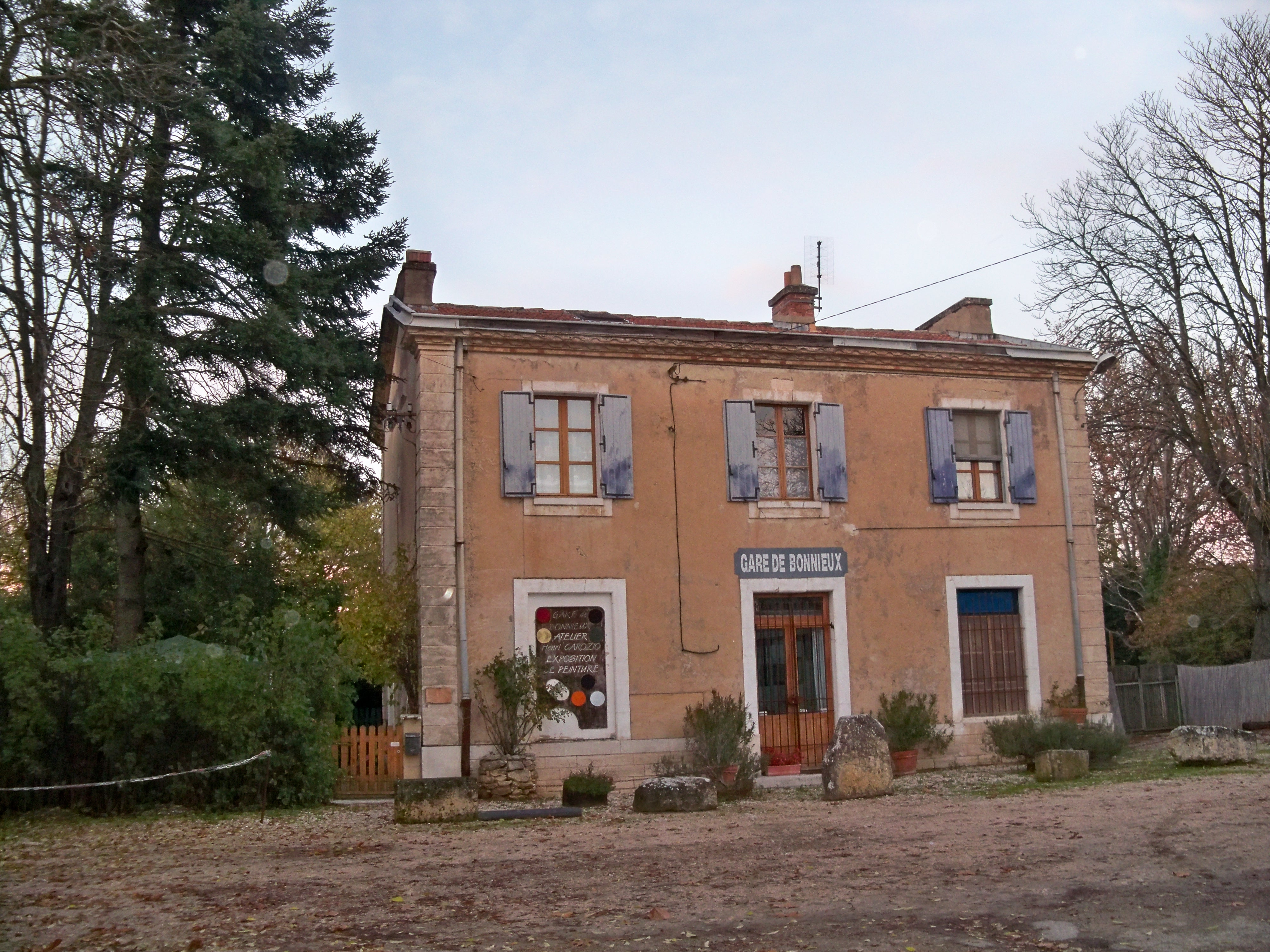
Ancienne gare de Bonnieux.
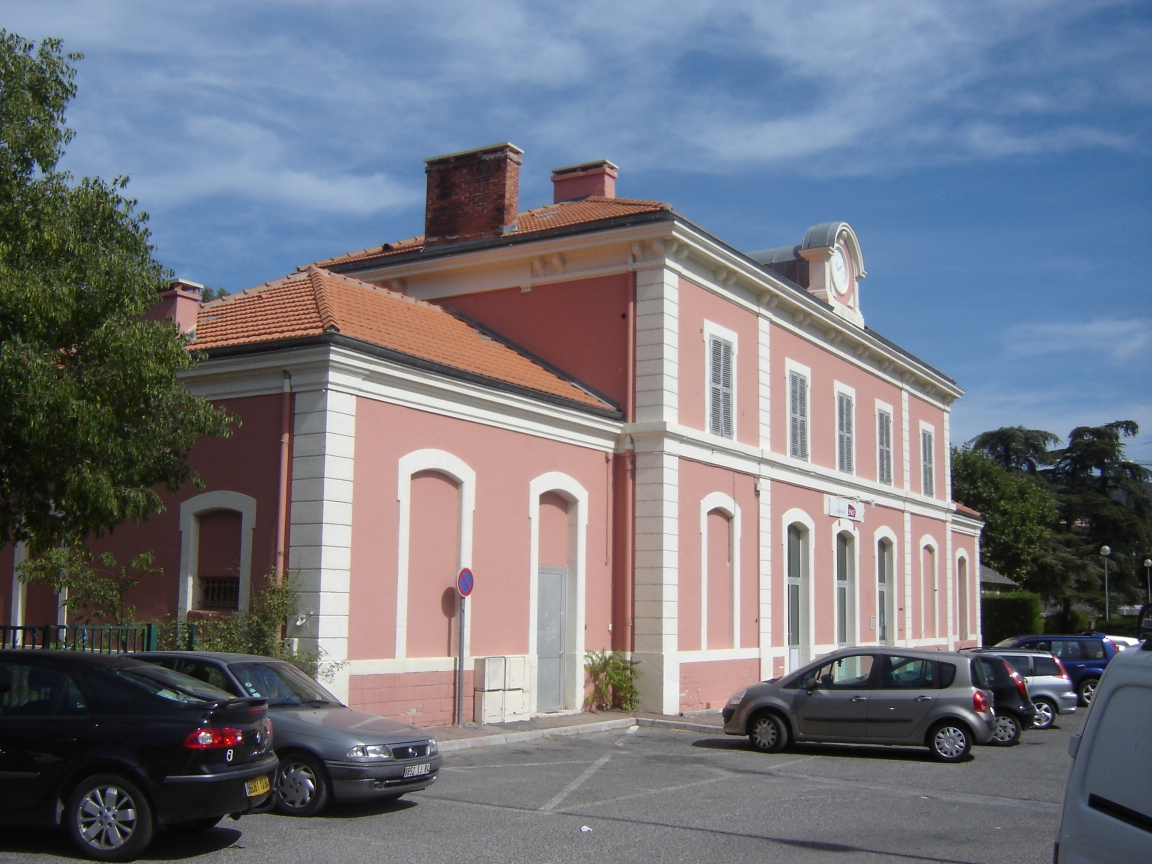
Ancienne gare d'Apt, aujourd'hui office de tourisme.
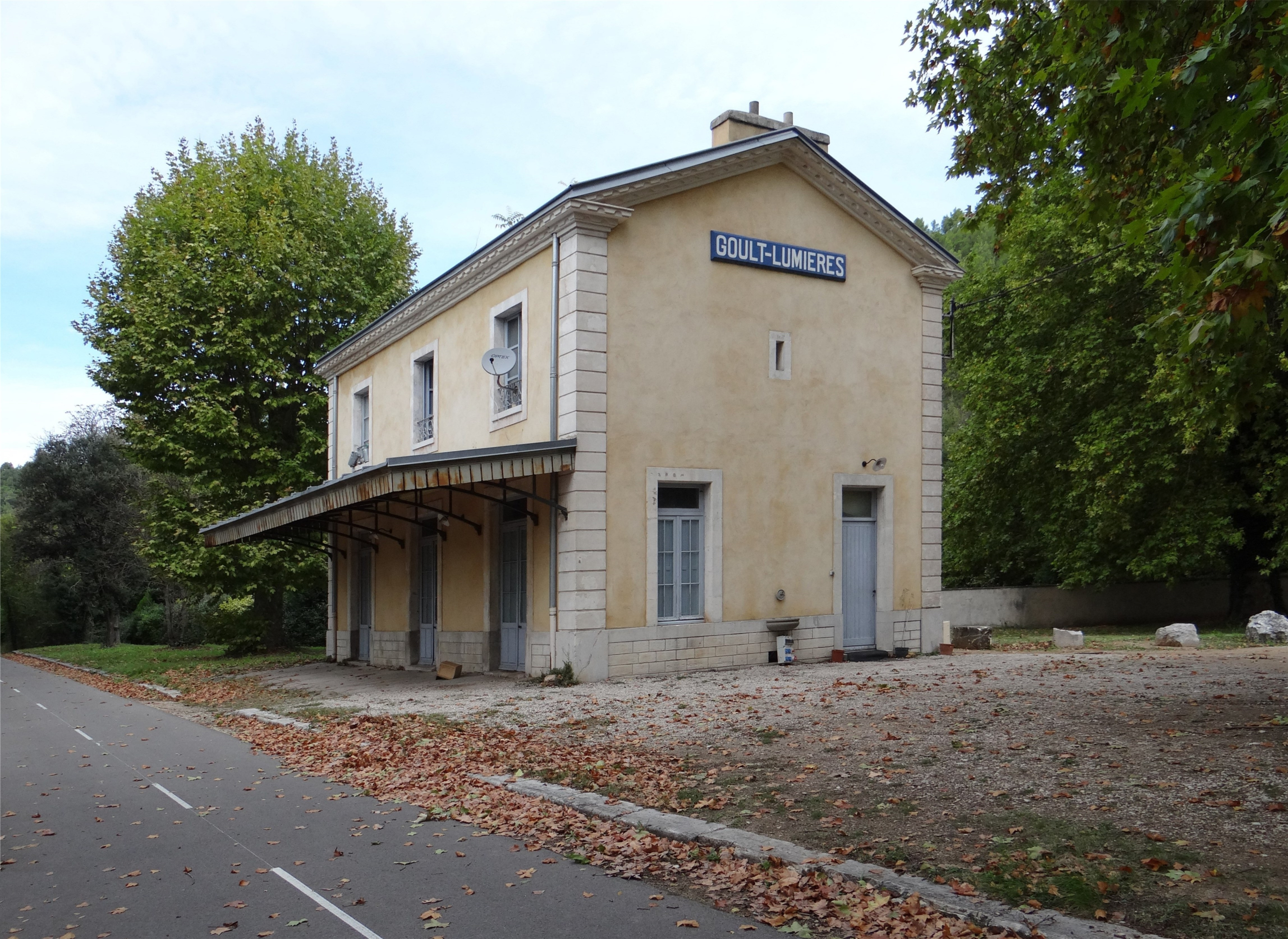
Ancienne gare de Goult-Lumières.
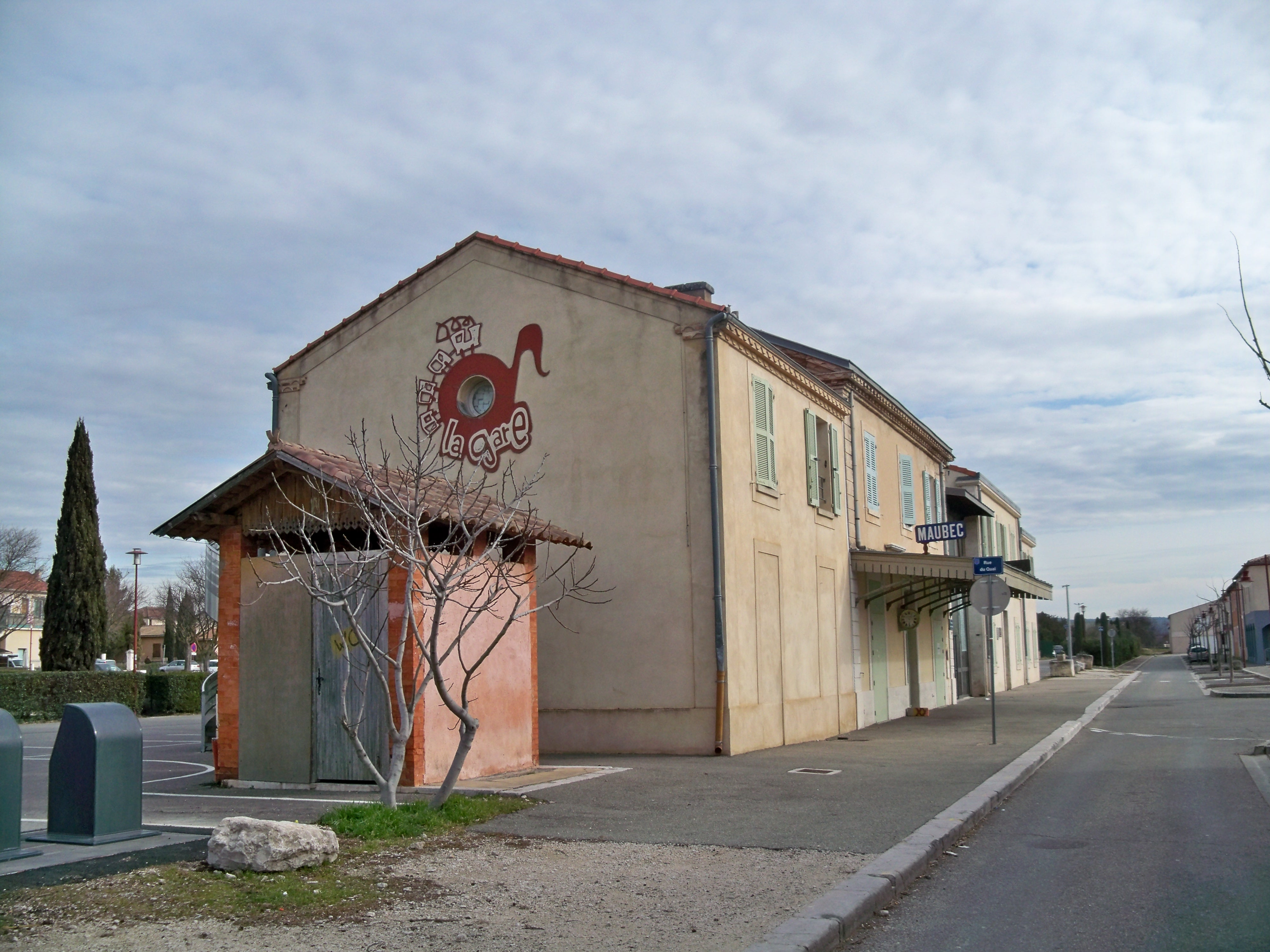
Ancienne gare de Maubec

## Réaménagement dans le premier quart duXXIesiècle
L'emprise de la ligne est en partie réutilisée par la véloroute du Calavon. En 2013, le tronçon entre les Beaumettes et Saint-Martin-de-Castillon est achevé. 
En 2021, la véloroute rejoint la commune de Cavaillon et fait pour cela l'objet d'une mise en tunnel sous la route des Taillades. Le projet est, à terme, de relier Avignon à Volx.